# Энтомодерматозы
Энтомодерматозы (Entomodermatosis) — дерматозоонозы, вызванный членистоногими.
Паразитарные дерматозы могут вызывать различные членистоногие: клещи, блохи, вши, комары, клопы, мошки и т. д.
Клещи вызывают различные заболевания кожи — акародерматиты, которые могут быть обусловлены постоянным паразитизмом клещей в коже (демодекоз, чесотка), временным эктопаразитизмом (дерманиссиоз, зерновая чесотка, крысиный клещевой дерматит, тромбидиаз и т. д.) либо аллергией на аллергены клещей (см. Клещевая сенсибилизация). 
Блохи вызывают дерматофилиазы, обусловлены действием секрета слюнных желёз этих насекомых. В местах укусов возникают сильно зудящие мелкие красные пятна с точечным кровоизлиянием в центре, иногда волдыри. 
Укусы постельных клопов приводят к появлению сильно зудящих волдырей на открытых участках тела (см. хемиптероз).
Вши также вызывают поражение кожи (см. Педикулёз, фтириаз).
Укусы двукрылых насекомых (комаров, слепней, москитов и пр.) вызывают различные имагинальные диптерозы: кулицидоз, табанидоз, симулидотоксикоз, флеботодермию.
Различные виды ядовитых членистоногие — перепончатокрылые (см. гименоптеризм), жуки (см. колеоптеризм), бабочки (см. лепидоптеризм), пауки (см. арахнидизм), многоножки (см. ожог яда многоножки, укусы многоножек) и др. могут вызывать кожные поражения.